# Метрополитен Гуанчжоу
Гуанчжо́уский метрополите́н (кит. упр. 广州地铁, пиньинь Guǎngzhōu dìtiě) — система скоростного внеуличного транспорта в городе Гуанчжоу, столице китайской провинции Гуандун. Она была открыта 28 июня 1997 года и стала четвёртой в континентальном Китае. По состоянию на 2024 год состоит из 320 станций на 16 линиях, общая длина которых составляет 652,81 км, что делает её третьей по протяжённости в мире. Почти все линии управляются компанией Guangzhou Metro Corporation кроме линии Гуанфо, которой занимается компания Guangdong Guangfo Inter-City Corporation. На всех станциях установлены платформенные раздвижные двери.
В 2018 году среднесуточный пассажиропоток метрополитена составил 8,29 млн человек, пиковый суточный — 11,57 млн, а годовой — 3,026 млрд человек.

## История
Решение о строительстве метрополитена в Гуанчжоу принято в 1989 году. Строительство началось в 1993 году.

### Линия 1
1 линия была открыта 28 июня 1997 года.
Хронология пусков:
28.06.1997 - Xilang - Huangsha (5 станций).
16.02.1999 - Huangsha - Guangzhou East Railway Station (11 станций).
В итоге по состоянию на октябрь 2023 года на линии 16 станций.
Официальные источники сообщают, что к 2025-2026 году планируется закрытие линии на реконструкцию.

### Линия 2
2 линия была открыта 29 декабря 2002 года.
Хронология пусков:
29.12.2002 - Xiaogang - Sanyuanli (9 станций).
28.06.2003 - Xiaogang - Pazhou (7 станций).
26.12.2005 - Pazhou - Wanshengwei (1 станция).
21.09.2010 - Jiangnanxi - Wanshengwei временно закрыт для передачи 8 линии (-9 станций).
25.09.2010 - Jiangnanxi - Guangzhou South Railway Station (9 станций) и Sanyuanli - Jiahewanggang (7 станций).
В итоге по состоянию на октябрь 2023 года на линии 24 станции.

### Линия 3
3 линия была открыта 26 декабря 2005 года.
Хронология пусков:
26.12.2005 - Kecun - Guangzhou East Railway Station (6 станций).
30.12.2006 - Kecun - Panyu Square (7 станций) и ответвление Tiyu Xilu - Tianhe Coach Terminal (5 станций).
30.10.2010 - Guangzhou East Railway Station - Airport South (10 станций).
28.12.2017 - станция Gaozeng на перегоне Renhe - Airport South.
26.04.2018 - Airport South - Airport North (1 станция).
В итоге по состоянию на октябрь 2023 года на линии 30 станций.
В перспективе ответвление Tiyu Xilu - Tianhe Coach Terminal будет передано 10 линии.

### Линия 4
4 линия была открыта 26 декабря 2005 года.
Хронология пусков:
26.12.2005 - Wanshengwei - Xinzao (5 станций).
30.12.2006 - Xinzao - Huangge (6 станций).
28.06.2007 - Huangge - Jinzhou (2 станции).
28.12.2009 - Wanshengwei - Chebeinan (1 станция).
25.09.2010 - Chebeinan - Huangcun (2 станции).
28.12.2017 - Jinzhou - Nansha Passenger Port (6 станций) и станция Qingsheng на перегоне Dongchong - Huangge Auto Town.
В итоге по состоянию на октябрь 2023 года на линии 23 станции.

### Линия 5
5 линия была открыта 28 декабря 2009 года.
Хронология пусков:
28.12.2009 - Jiaokou - Wenchong (24 станции).
В итоге по состоянию на октябрь 2023 года на линии 24 станции.

### Линия 6
6 линия была открыта 28 декабря 2013 года.
Хронология пусков:
28.12.2013 - Xunfenggang - Changban (20 станций).
28.01.2015 - станция Yide Lu на перегоне Cultural Park - Haizhu Square.
28.12.2016 - Сhangban - Xiangxue (8 станций).
28.06.2017 - станция Botanical Garden на перегоне Сhangban - Longdong и станция  Kemulang на перегоне Longdong - Gaotangshi.
В итоге по состоянию на октябрь 2023 года на линии 31 станция.

### Линия 7
28 декабря 2016 года открылась 7 линия от станции Guangzhou South Railway Station до станции Higher Education Mega Center South. 1 мая 2022 года открылся участок Guangzhou South Railway Station - Meidi Dadao. Таким образом, на июль 2023 года на линии 17 станций.

### Линия 8
25 сентября 2010 года открылась 8 линия от станции Wanshengwei до станции Changgang, причём станции от Wanshengwei до Xiaogang были переданы ей линией 2, т.е. тогда единственной новой станцией на линии была Changgang. 3 ноября 2010 года открывался участок Changgang - Fenghuang Xincun. 28 декабря 2019 года открылся участок Fenghuang Xincun - Cultural Park. 26 ноября 2020 года открылся участок Cultural Park - Jiaoxin.

## Линии
Система состоит из 13 линий метрополитена и одной пиплмувера. В большинстве своём они обслуживают центральную высокоурбанизированную часть Гуанчжоу, тогда как линия 4 уходит далеко на юг на острова дельты реки Чжуцзян, а линии 14 и 21 — на северо-запад в пригороды.
Линия Гуанфо, она же линия 1 Фошаньского метрополитена, соединяет Гуанчжоу и Фошань. Ей владеет компания Guangdong Guangfo Inter-City Corporation, 51 % доли которой принадлежит Guangzhou Metro Corporation и 41 % — компании Foshan Railway Investment Construction Corporation. Она стала первой линией метрополитена в Китае, соединившей два разных города.
| Линия  | Участок                                                                        | Год открытия | Год открытия последней станции | Станций | Длина, км | Среднее расстояние между станциями, км | Тип                      | Оператор                         |
| ------ | ------------------------------------------------------------------------------ | ------------ | ------------------------------ | ------- | --------- | -------------------------------------- | ------------------------ | -------------------------------- |
| 1      | Силан — Гуанчжоудунчжань кит. упр. 西塱 — 广州东站                             | 1997         | 1999                           | 16      | 18,5      | 1,23                                   | метрополитен             | Guangzhou Metro Co.              |
| 2      | Гуанчжоунаньчжань — Цзяхэванган кит. упр. 广州南站 — 嘉禾望岗                  | 2002         | 2010                           | 24      | 31,4      | 1,37                                   | метрополитен             | Guangzhou Metro Co.              |
| 3      | Паньюйгуанчан — Цзичанбэй / Тяньхэкэюнь кит. упр. 番禺广场 — 机场北 / 天河客运 | 2005         | 2018                           | 30      | 68,5      | 2,36                                   | метрополитен             | Guangzhou Metro Co.              |
| 4      | Наньшакэюньган — Хуанцунь кит. упр. 南沙客运港 — 黄村                          | 2005         | 2017                           | 23      | 56,3      | 2,56                                   | пригородный метрополитен | Guangzhou Metro Co.              |
| 5      | Цзяокоу — Вэньчун кит. упр. 滘口 — 文冲                                        | 2009         | —                              | 24      | 31,9      | 1,39                                   | метрополитен             | Guangzhou Metro Co.              |
| 6      | Сюньфэнган — Сянсюэ кит. упр. 浔峰岗 — 香雪                                    | 2013         | 2017                           | 31      | 41,9      | 1,4                                    | метрополитен             | Guangzhou Metro Co.              |
| 7      | Гуанчжоунаньчжань — Дасюэчэннань кит. упр. 广州南站 — 大学城南                 | 2016         | 2022                           | 17      | 17,1      | 2,14                                   | метрополитен             | Guangzhou Metro Co.              |
| 8      | Вэньхуагунъюань — Мошэнвэй кит. упр. 文化公园 — 万胜围                         | 2003         | 2019                           | 15      | 17,6      | 1,26                                   | метрополитен             | Guangzhou Metro Co.              |
| 9      | Фэйэлин — Гаоцзэн кит. упр. 飞鹅岭 — 高增                                      | 2017         | —                              | 11      | 20,1      | 2,01                                   | метрополитен             | Guangzhou Metro Co.              |
| 13     | Юйчжу — Синьша кит. упр. 鱼珠 — 新沙                                           | 2017         | —                              | 11      | 27        | 2,7                                    | метрополитен             | Guangzhou Metro Co.              |
| 14     | Цзяхэванган — Дунфэн / Чжэньлун кит. упр. 嘉禾望岗 — 东风 / 镇龙               | 2017         | 2018                           | 22      | 75,8      | 3,61                                   | пригородный метрополитен | Guangzhou Metro Co.              |
| 21     | Юаньцунь — Цзэнчэнгуанчан кит. упр. 员村 — 增城广场                            | 2018         | 2019                           | 21      | 60,5      | 3,03                                   | пригородный метрополитен | Guangzhou Metro Co.              |
| APM    | Гуанчжоуши — Линьхэси кит. упр. 广州塔 — 林和西                                | 2010         | 2011                           | 9       | 3,9       | 0,49                                   | пиплмувер                | Guangzhou Metro Co.              |
| Гуанфо | Синьчэндун — Лицзяо кит. упр. 新城东 — 沥滘                                    | 2010         | 2018                           | 25      | 39,5      | 1,65                                   | метрополитен             | Guangdong Guangfo Inter-City Co. |
| Всего  | Всего                                                                          | Всего        | Всего                          | 271     | 510       | 1,98                                   |                          |                                  |

## Перспективы
В настоящее время продолжается реализация третьего этапа развития Гуанчжоуского метрополитена (2017—2023 годы). В него входят продление линии 3 с выделением из неё новой линии 10, продление линий 5, 7, 8, 13 и 14, а также строительство новых линий: 11, 12, 18 и 22. В результате общая длина метрополитена должна превысить 800 км в 2023 году.

## Подвижной состав
На 2008 год работают 802 вагона: на линиях 1 и 2 — Movia 456 (совместное производство Bombardier и Changhong), на линии 3 — совместного производства Zhuzhou и Siemens AG, на линии 4 — производства Kawasaki и Sifang.

## Оплата проезда
Стоимость проезда в метрополитене зависит от расстояния, для оплаты используются бесконтактные многоразовые карты (применяемые также для других городских платежей) или жетоны с программируемым бесконтактным чипом на одну поездку (предъявляемые при входе и собираемые при выходе). Полный тариф составляет от 2 до 22 юаней, имеются скидки для детей, студентов и пожилых людей от 60 до 64 лет, лицам от 65 лет и инвалидам проезд предоставляется бесплатно. После 15-й поездки каждого месяца (если оплата происходит транспортной картой) выдаётся скидка 40 % на последующие поездки в общественном транспорте Гуанчжоу.

## Галерея

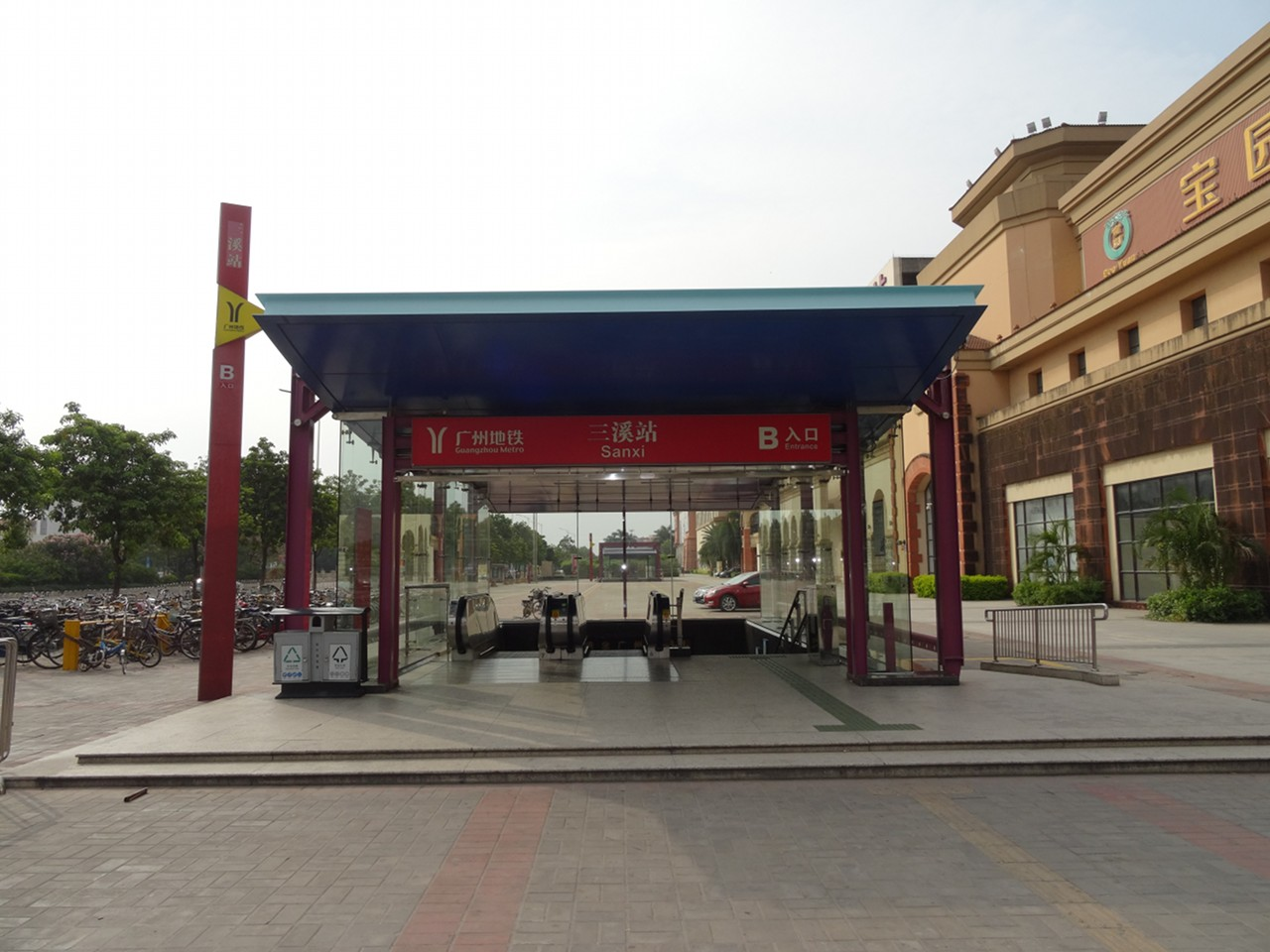
Вход на станцию «Саньси» (линия 5)
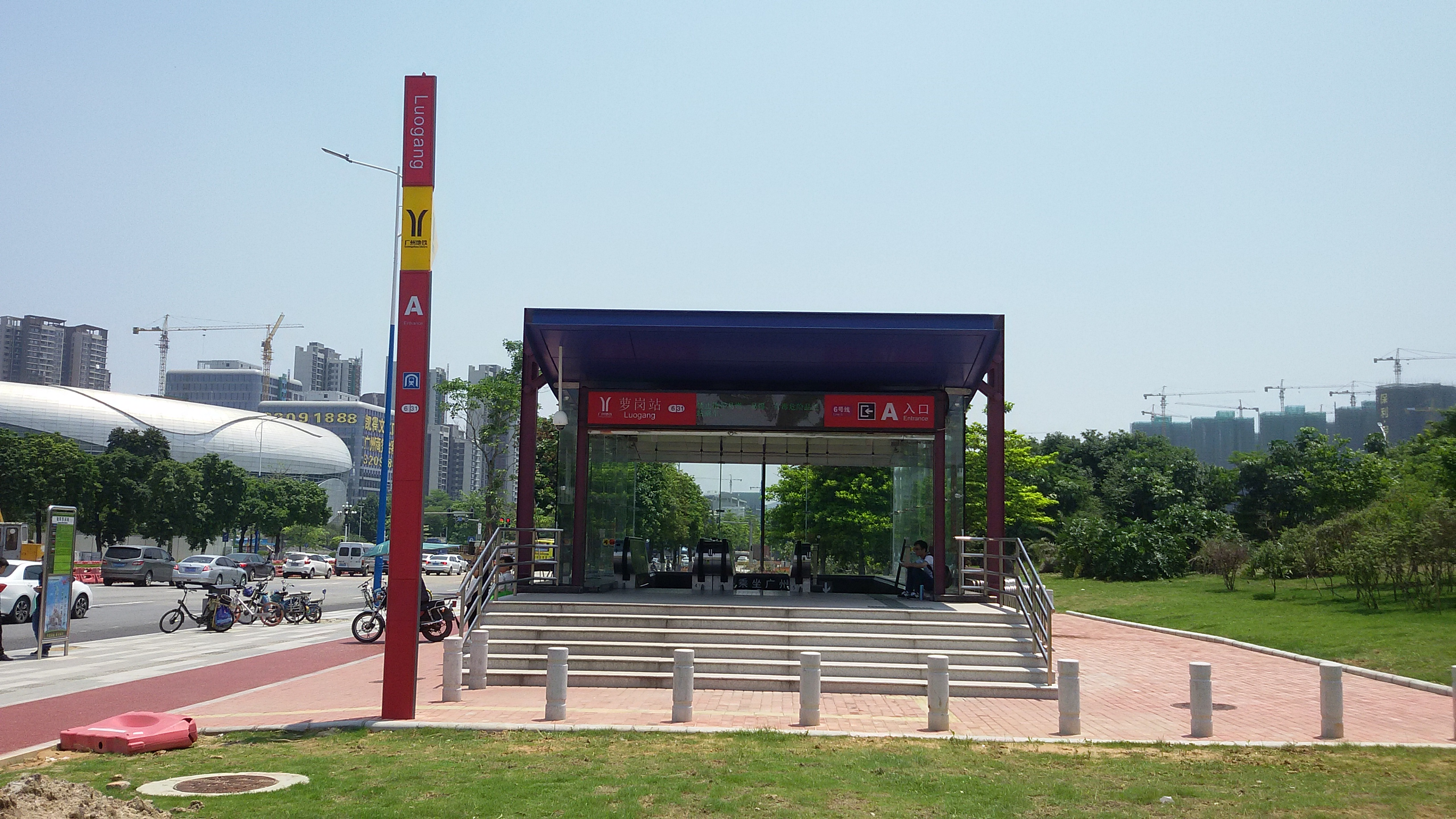
Вход на станцию «Лоуган» (линия 6)
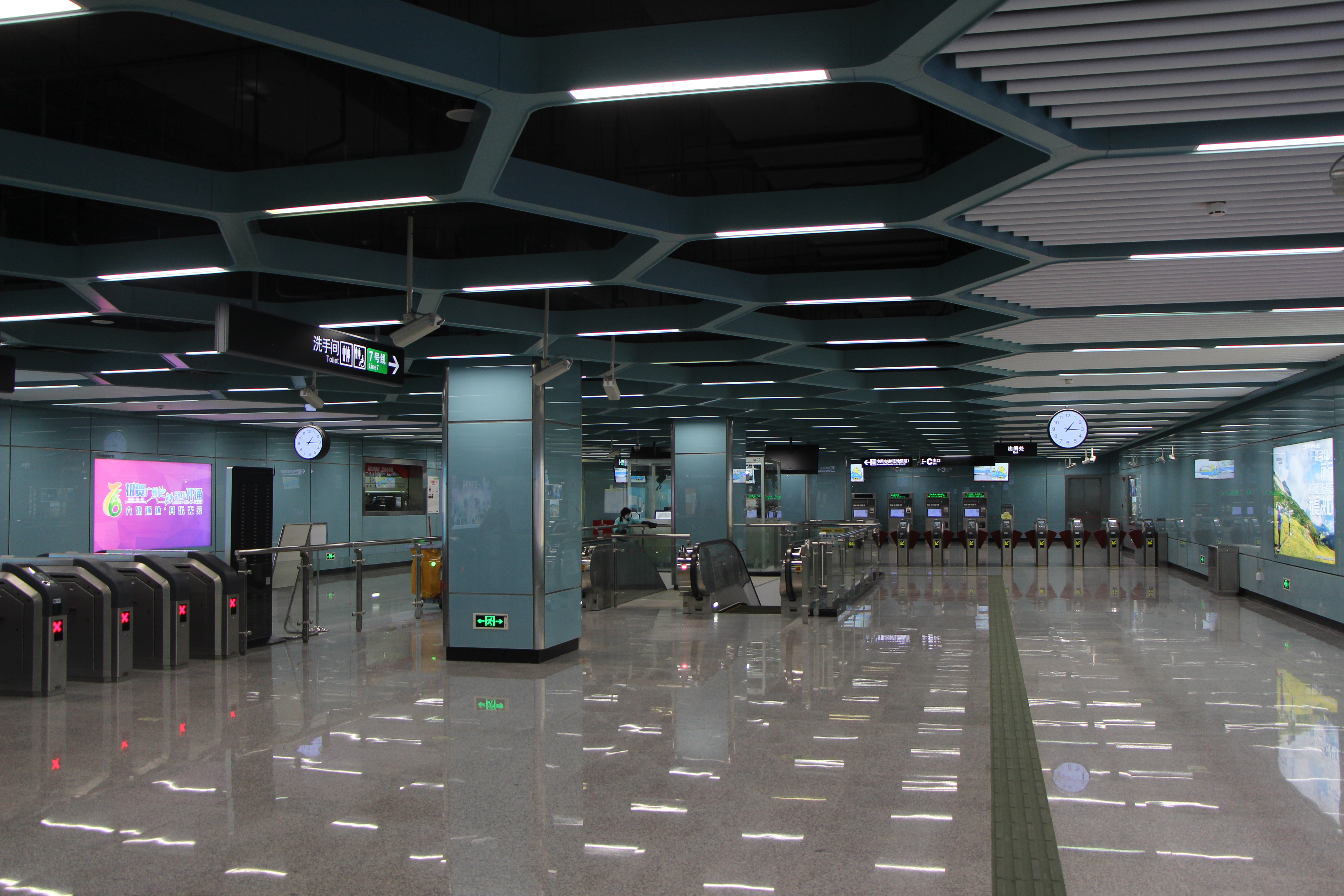
Вестибюль станции «Баньцяо» (линия 7)
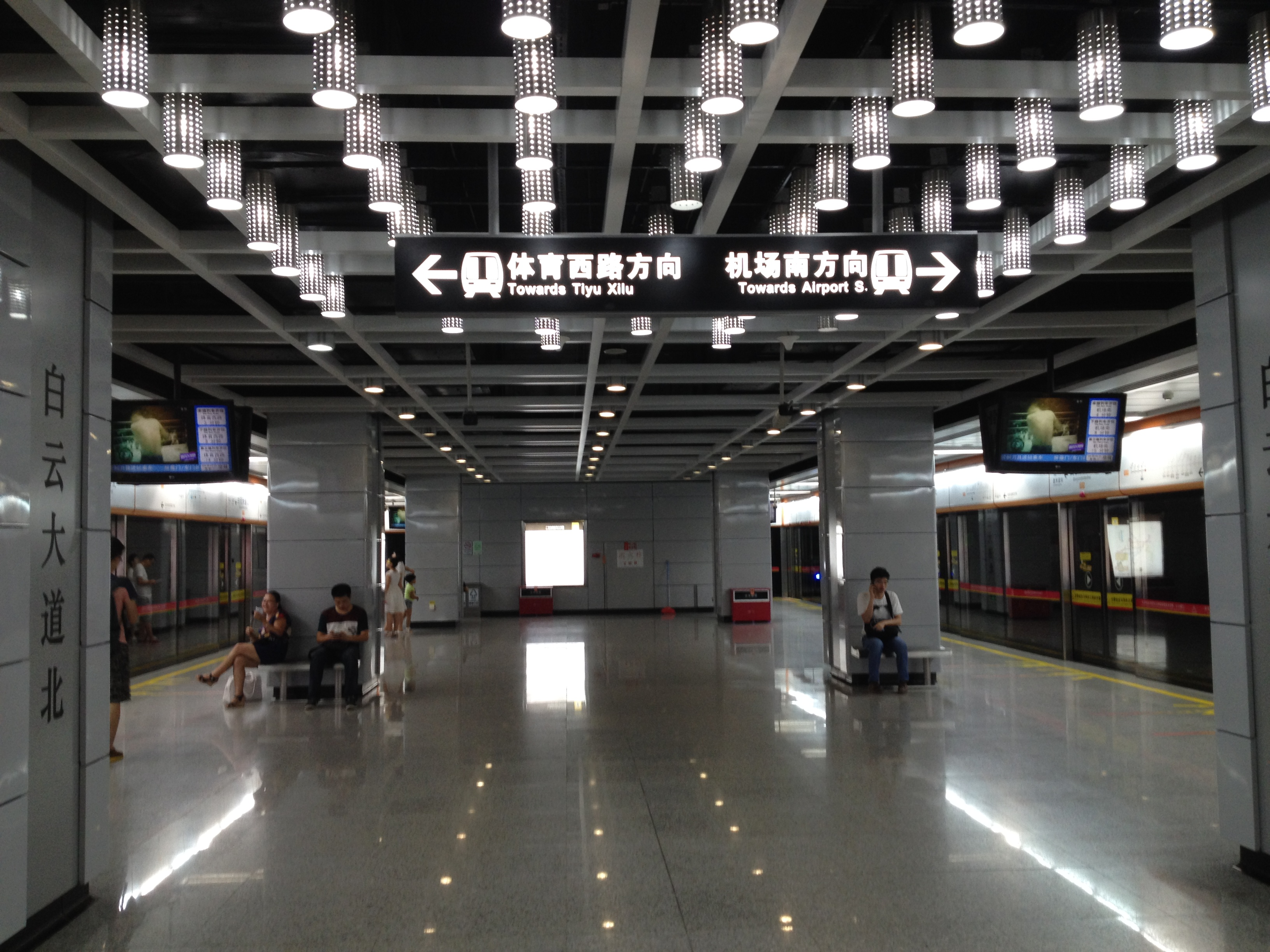
Станция «Байюньдадаобэй» (линия 3)
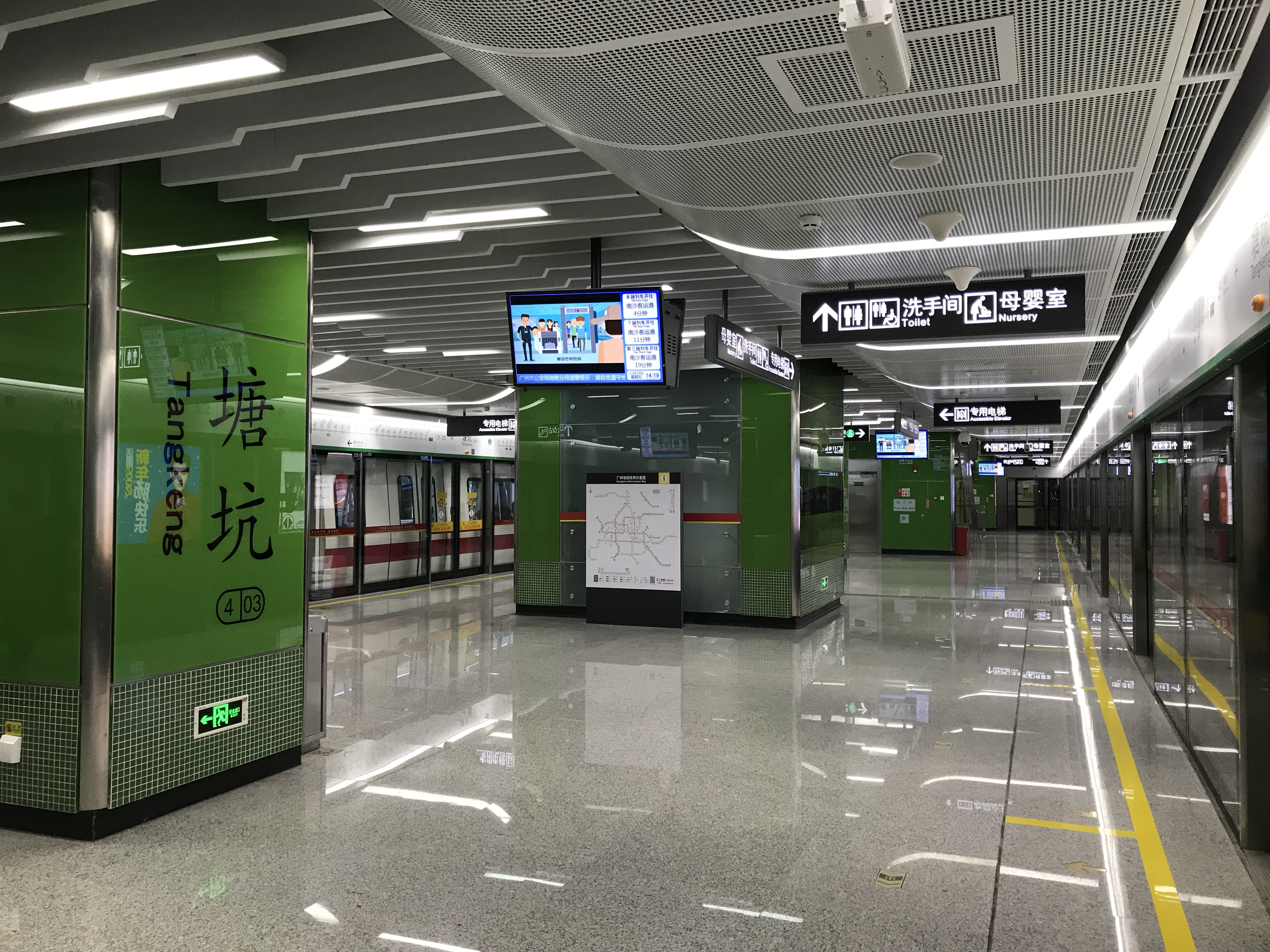
Станция «Танкэн» (линия 4)
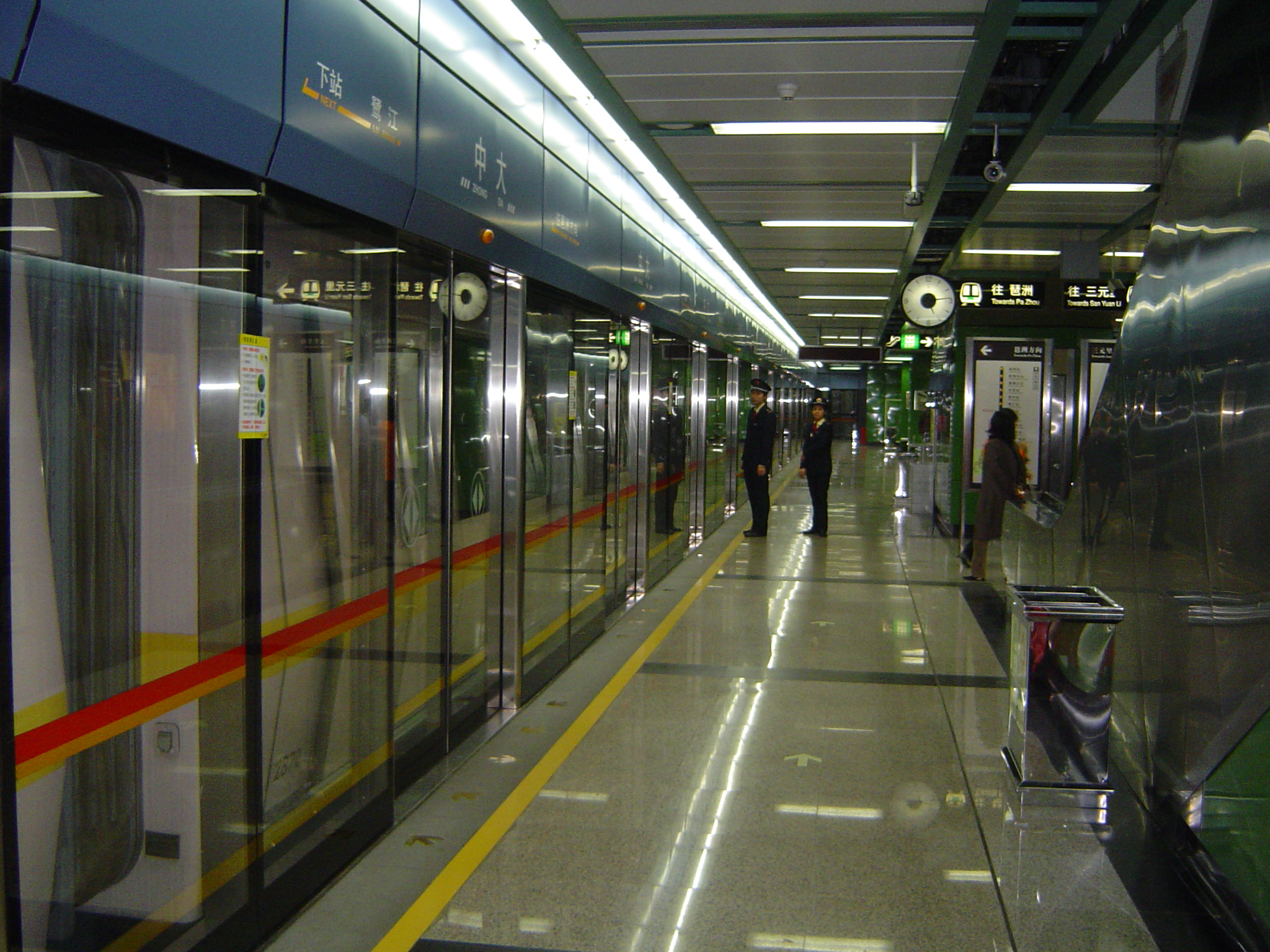
Станция «Чжунда» (линия 8)
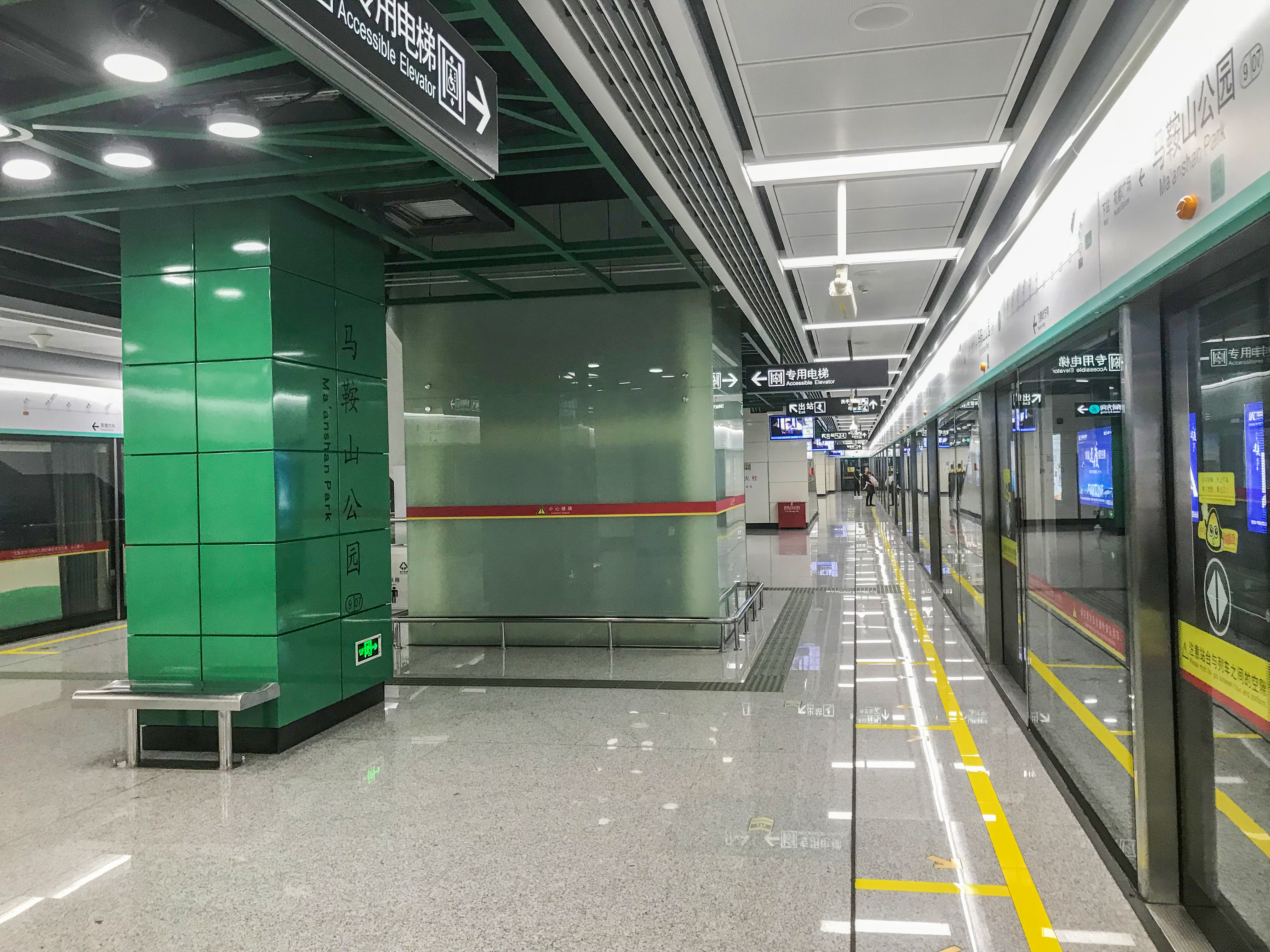
Станция «Мааньшаньгунъюань» (линия 9)
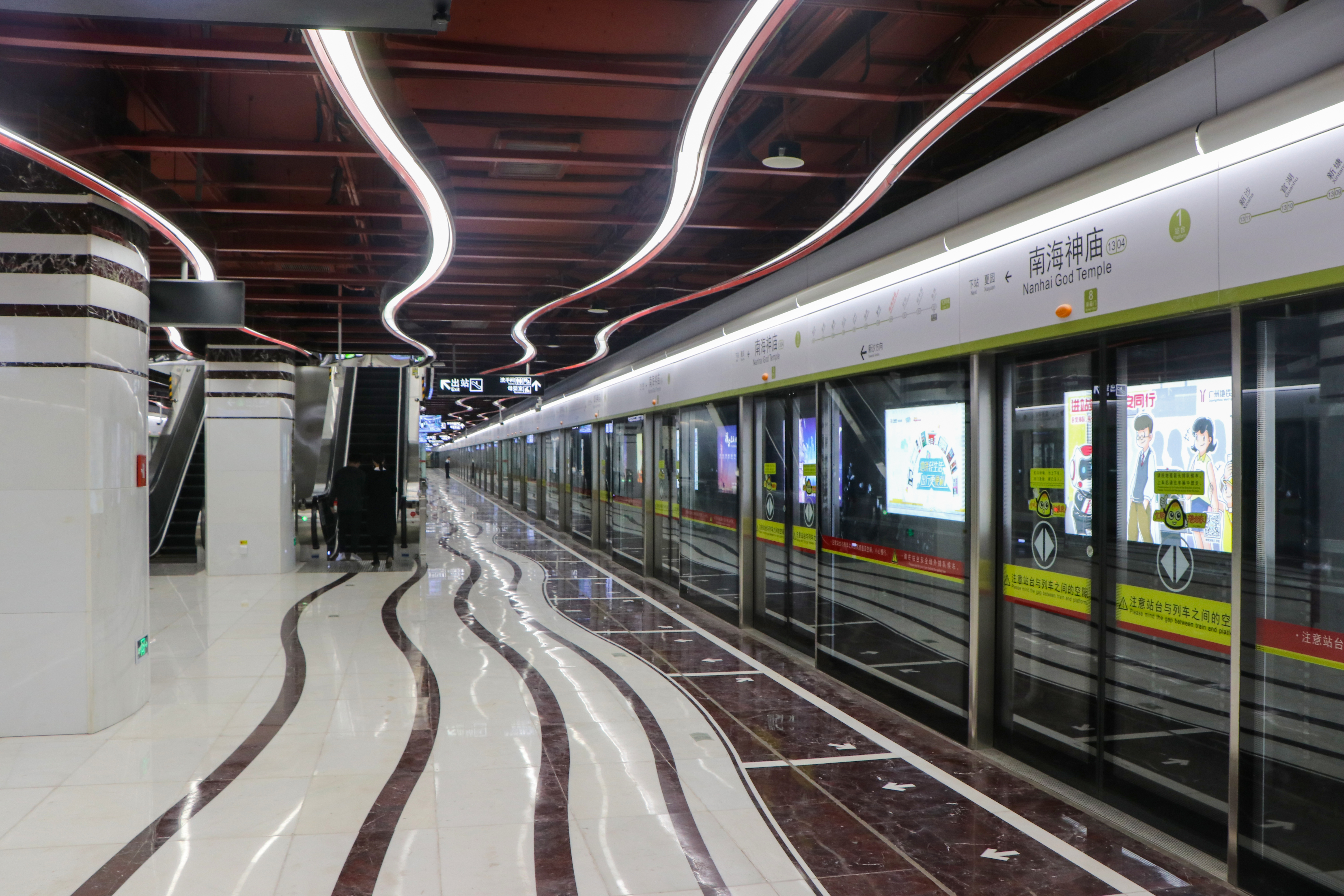
Станция «Наньхайшэньмяо» (линия 13)
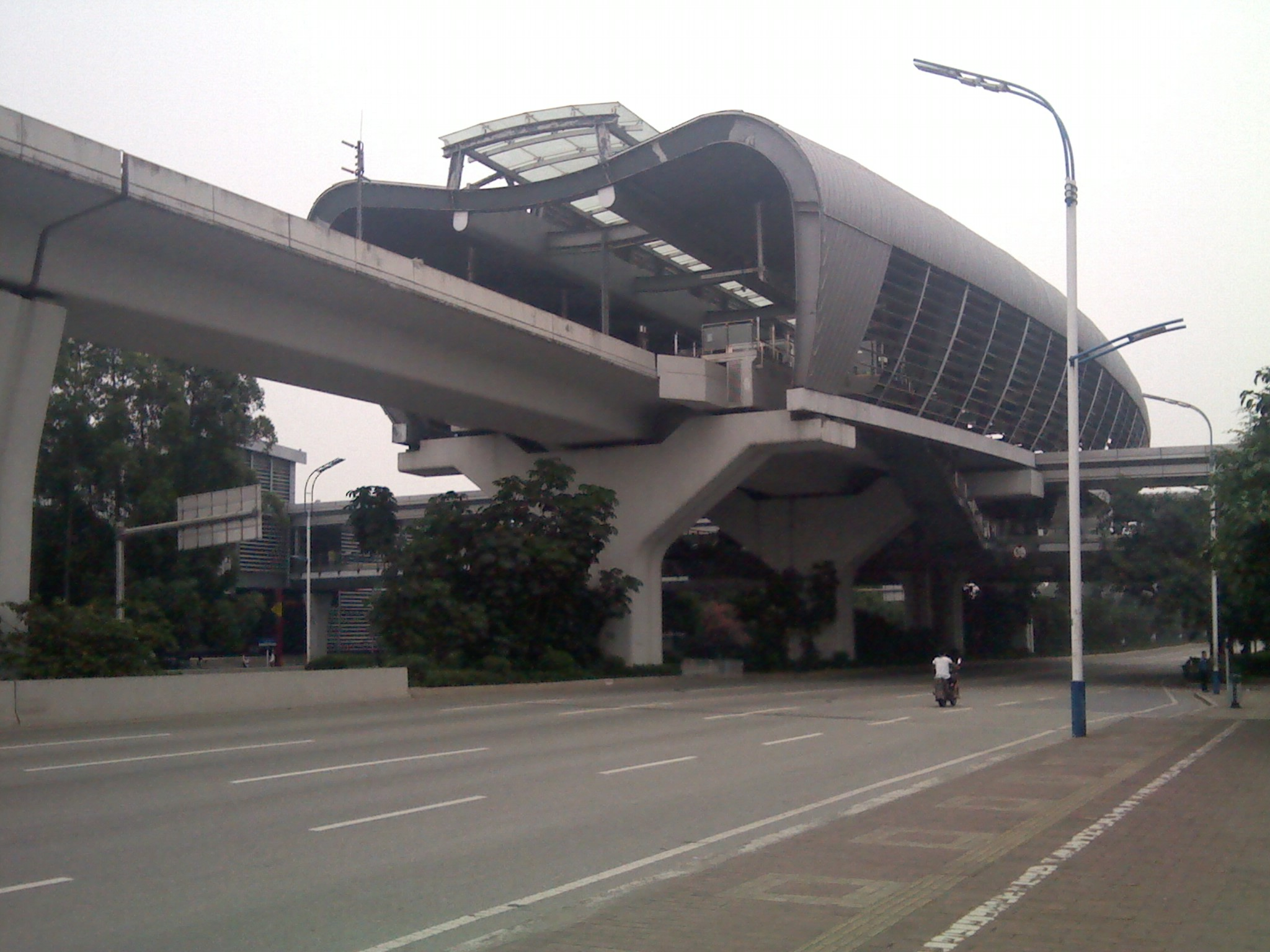
Эстакадная станция «Хуангэцичэчэн» (линия 4)